# Panicum genuflexum
Panicum genuflexum är en gräsart som beskrevs av Otto Stapf. Panicum genuflexum ingår i släktet vipphirser, och familjen gräs. Inga underarter finns listade i Catalogue of Life.